# 성스러운 피
《산타 상그레》 또는 《성스러운 피》(Santa Sangre 또는 Holy Blood)는 1989년 개봉한 멕시코. 이탈리아의 아방가르드 공포 영화이다. 알레한드로 호도로프스키가 감독과 공동각본을 맡았으며, 감독의 세 아들이 주조연으로 출연하기도 했다. 1989 칸 영화제에서 전세계 최초로 상영되었다.

## 출연

### 주연
- 엑셀 조도로프스키

### 조연
- 블랑카 게에라
- 가이 스톡웰
- 아단 조도로스키

## 기타
- 미술: 알레한드로 루나